# Иван Ранчев
Иван Андриани Ранчев е български сноубордист, вицешампион в дисциплината паралелен гигантски слалом за юноши от световно първенство за юноши в Нагано през 2009 г. Той е първият мъж, който се състезава за България на олимпийски игри в сноуборда, по време на зимните олимпийски игри във Ванкувър през 2010 г. 